# Alice Freeman Palmer
Alice Elvira Freeman Palmer, nata Alice Elvira Freeman, (Colesville, 21 febbraio 1855 – Parigi, 6 dicembre 1902), è stata un'educatrice statunitense.

Come Alice Freeman, fu presidente del Wellesley College dal 1881 al 1887, quando lo lasciò per sposare il professore di Harvard George Herbert Palmer. Dal 1892 al 1895 fu professoressa delle donne presso la neonata Università di Chicago.
Fu una sostenitrice dell'istruzione universitaria per le donne, migliorando le loro opportunità di frequentare l'università attraverso una migliore preparazione universitaria, sponsorizzazioni, conferenze pubbliche e il suo ruolo in molte organizzazioni educative. È stata cofondatrice e presidente dell'Association of Collegiate Alumnae, che in seguito diventò l'American Association of University Women. È stata inserita nella Hall of Fame for Great Americans.
Esortava le donne a conseguire un'istruzione universitaria in modo che, se avessero avuto bisogno di mantenersi, avrebbero avuto le competenze necessarie per farlo. È considerata il modello di Nuova Donna del XIX secolo.

## Primi anni di vita
Alice Elvira Freeman nacque a Colesville, New York, primogenita dei quattro figli di Elizabeth Josephine Higley e James Warren Freeman. Dal padre acquisì la “bellezza morale”, la statura e i riflessi rossi dei capelli..  Durante l'infanzia, era strettamente legata alla madre, in parte perché quest'ultima aveva solo 17 anni quando lei era nata, e in parte perché condivideva con lei la responsabilità di prendersi cura dei fratelli più piccoli e di svolgere le faccende domestiche. Elizabeth era una sostenitrice dei diritti dei bambini e delle donne, dell'assistenza sanitaria e del .movimento per la temperanza. Il padre, agricoltore nei primi anni di vita di Elvira, desiderava apportare miglioramenti diretti alla vita delle persone, piuttosto che attraverso i movimenti di riforma, e condivideva con la figlia l'interesse per l'istruzione e le scienze.

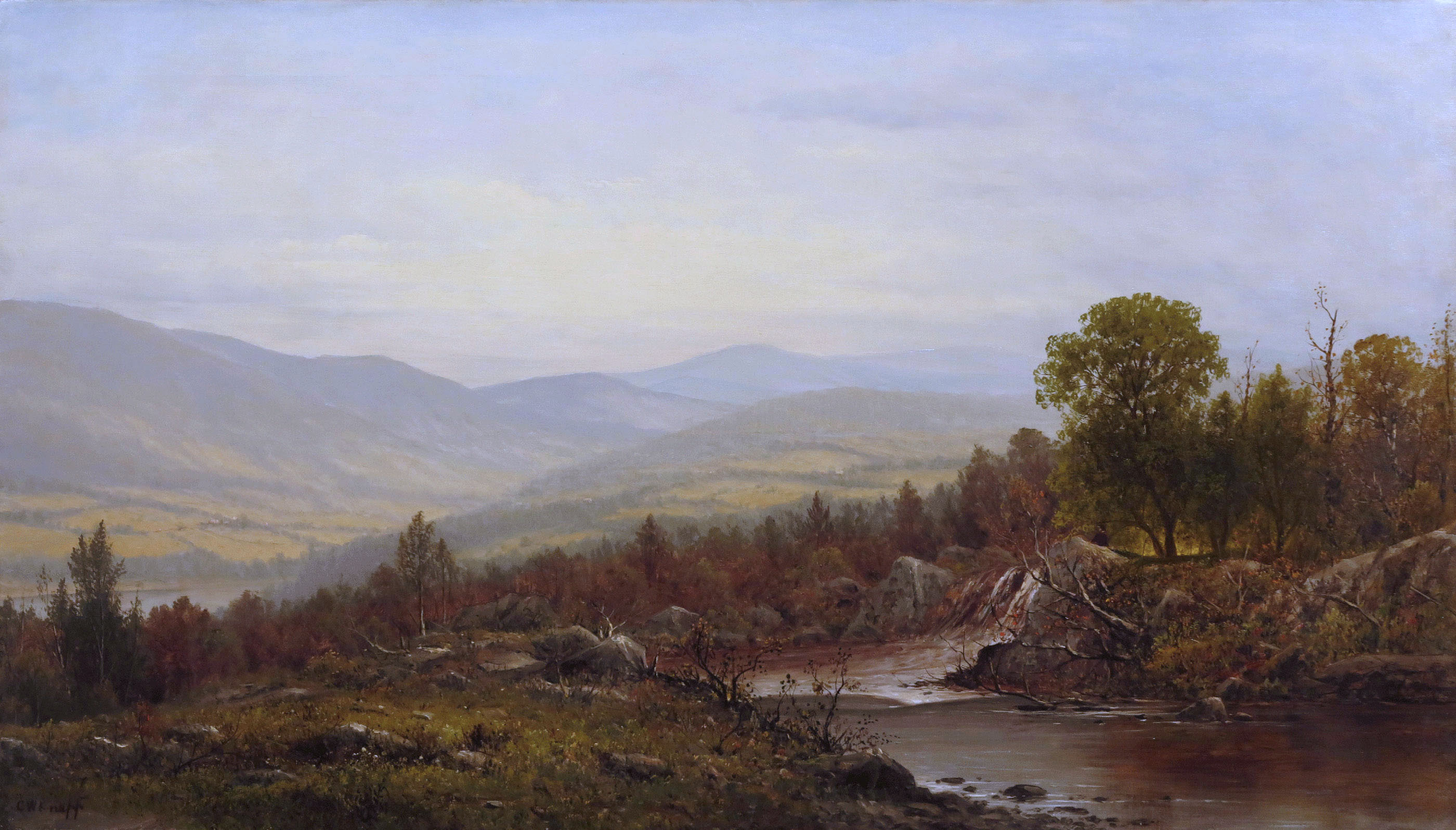
Charles Wilson Knapp, Vista nella valle del Susquehanna

Entrambi i suoi genitori provenivano dai primi coloni e dai principali proprietari terrieri della Valle del Susquehanna, nel sud di New York. Avevano interessi nell'agricoltura e nel legname.

Alice Freeman Palmer, a cinque anni, nel 1860 circa

All'età di tre anni imparò a leggere da sola e sviluppò quello che divenne il piacere di leggere ad alta voce per tutta la vita. Il padre si iscrisse alla facoltà di medicina di Albany nel 1861 e si laureò nel 1864, il che comportò un ulteriore onere per la madre che doveva gestire la fattoria quando il padre era assente. In quel periodo la bambina frequentò una scuola distrettuale rurale. Dopo il suo ritorno, quando lei aveva sei anni, la famiglia si trasferì in una casa in affitto a Windsor, New York, e il padre aprì uno studio medico nella città. A dieci anni Alice iniziò a frequentare la scuola mista Windsor Academy nella sua città natale.
Nella sua città natale incontrò Thomas Barclay, uno studente dell'Università Yale, che lavorava come insegnante per pagarsi gli studi. Lui incoraggiò la sua curiosità intellettuale e le fece da mentore. Divennero amici e si fidanzarono quando lei aveva 14 anni, ma lei ruppe il fidanzamento nel febbraio 1871.
Era descritta come “una studentessa entusiasta e ambiziosa, determinata dalle forze stesse della sua natura a ottenere conoscenza e a costruire un carattere simmetrico”. La Palmer vinse premi per le sue composizioni e le sue esibizioni in concorsi oratori regionali. Fu ispirata da una conferenza tenuta da Anna Elizabeth Dickinson e si impegnò nel servizio alla comunità, donando parte dei suoi risparmi per il college, in un periodo in cui non aveva un cappotto invernale. Divenne membro della Chiesa presbiteriana nel suo ultimo anno all'accademia, sia perché era un'azione prevista, sia come espressione del suo impegno personale.
La biografa Ruth Birgitta Anderson Bordin suggerisce che la Palmer fu influenzata a conseguire un'formazione universitaria grazie alla sua relazione con Barclay, ispirata dall'oratrice Anna Dickinson e avendo sperimentato l'incertezza finanziaria della sua famiglia. In seguito disse che ottenere un'istruzione universitaria è “un'assicurazione sulla vita per una ragazza”, nel caso in cui dovesse provvedere a se stessa finanziariamente. I suoi genitori non avevano le risorse economiche sufficienti per mandare più di un figlio, un maschio, all'università. Pertanto accettarono di contribuire al finanziamento a condizione che lei si impegnasse a sostenere economicamente suo fratello e forse anche gli altri fratelli, in modo che potessero andare all'università.

## Formazione

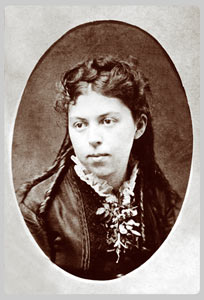
Alice Freeman Palmer, 1876, mentre frequentava l'Università del Michigan

Nel 1870 l'Università del Michigan iniziò ad accogliere le donne. Nel 1872 sostenne un esame di ammissione, in quella che all'epoca era la più grande università del paese, e che aveva riscontrato delle carenze in alcune aree. Fece una forte impressione su James B. Angell, presidente e segretario dell'università. Fu ammessa a condizione che recuperasse i contenuti mancanti del corso, cosa che fece prima del secondo anno.
James investì in un'impresa mineraria azzardata nel 1873 e, a causa del suo fallimento, perse la fattoria e i suoi beni e le chiese di tornare a casa. Invece, con l'aiuto dei suoi professori, ottenne un posto di insegnante di greco e latino a Ottawa, Illinois. In base all'accordo, le fu consentito di continuare gli studi come membro della classe Junior. Oltre a essere mantenuta, da quel momento in poi si mantenne da sola.
Divenne la prima della sua classe e fu membro dell'Associazione cristiana degli studenti. Nel 1876, durante la cerimonia di laurea, parlò del conflitto tra scienza e poesia.

## Carriera

### Inizio della carriera
Dopo essersi laureata all'Università del Michigan, insegnò per un anno in un collegio privato nel Wisconsin, a Ginevra. A partire dal 1877 fu preside della scuola superiore di East Saginaw, Michigan. Suo padre dichiarò bancarotta nel 1877 e Alice si fece carico dei suoi debiti e trasferì la famiglia a Saginaw in una casa in affitto che fu pagata con lo stipendio del preside e il reddito che sua madre ricavava dagli alloggi. Suo padre avviò uno studio che col tempo ebbe successo in città. La salute di Alice iniziò a peggiorare, in parte a causa dell'intenso lavoro che aveva svolto sin dall'età di 19 anni.

### Wellesley College

Evelyn Beatrice Longman, Bust of Alice Freeman Palmer, 1920, Hall of Fame for Great Americans

Henry Fowle Durant, fondatore del Wellesley College, fece ad Elizabeth tre offerte per insegnare al college, prima in matematica e poi in greco. A causa delle pessime condizioni di salute della sorella, non accettò queste offerte. Accettò la terza offerta di cattedra per insegnare storia nel 1879. Nello stesso anno, sua sorella minore Estelle si ammalò e morì.
Nell'ottobre del 1881 fu nominata presidente ad interim del Wellesley College. Alla morte di Durant, Palmer, a 26 anni, fu eletta presidente del college, succedendo a Ada Howard, la prima donna a capo di un college di fama nazionale. La Palmer migliorò il programma accademico del Wellesley College. “Trasformò la scuola, allora agli inizi e dedita alla vita domestica cristiana, in uno dei principali college femminili della nazione”. Migliorò il programma accademico, innalzò gli standard di ammissione alla scuola, creando 15 “scuole di preparazione” per la formazione pre-universitaria e reclutando docenti illustri. Migliorò l'immagine della donna istruita, contro l'opinione prevalente che l'istruzione avrebbe influito sulla femminilità o sulla salute della donna.
Il “sistema cottage” che mise in atto riuniva docenti e studenti in piccole case. Aveva un rapporto personale con gli studenti e il personale e le persone a lei più vicine le diedero l'apprezzato soprannome di “Principessa”. Durante il periodo in cui fu presidente, fu molto malata di “polmoni deboli” e le dissero che le rimanevano solo sei mesi di vita. Le fu consigliato di andare nel sud della Francia per riprendersi. Si ritirò dal Wellesley nel giugno 1887.
Nel 1882 l'Università del Michigan conferì alla Palmer un dottorato onorario e nel 1887 la Columbia University le conferì un L.H.D.

### Oratrice e attivista pubblica

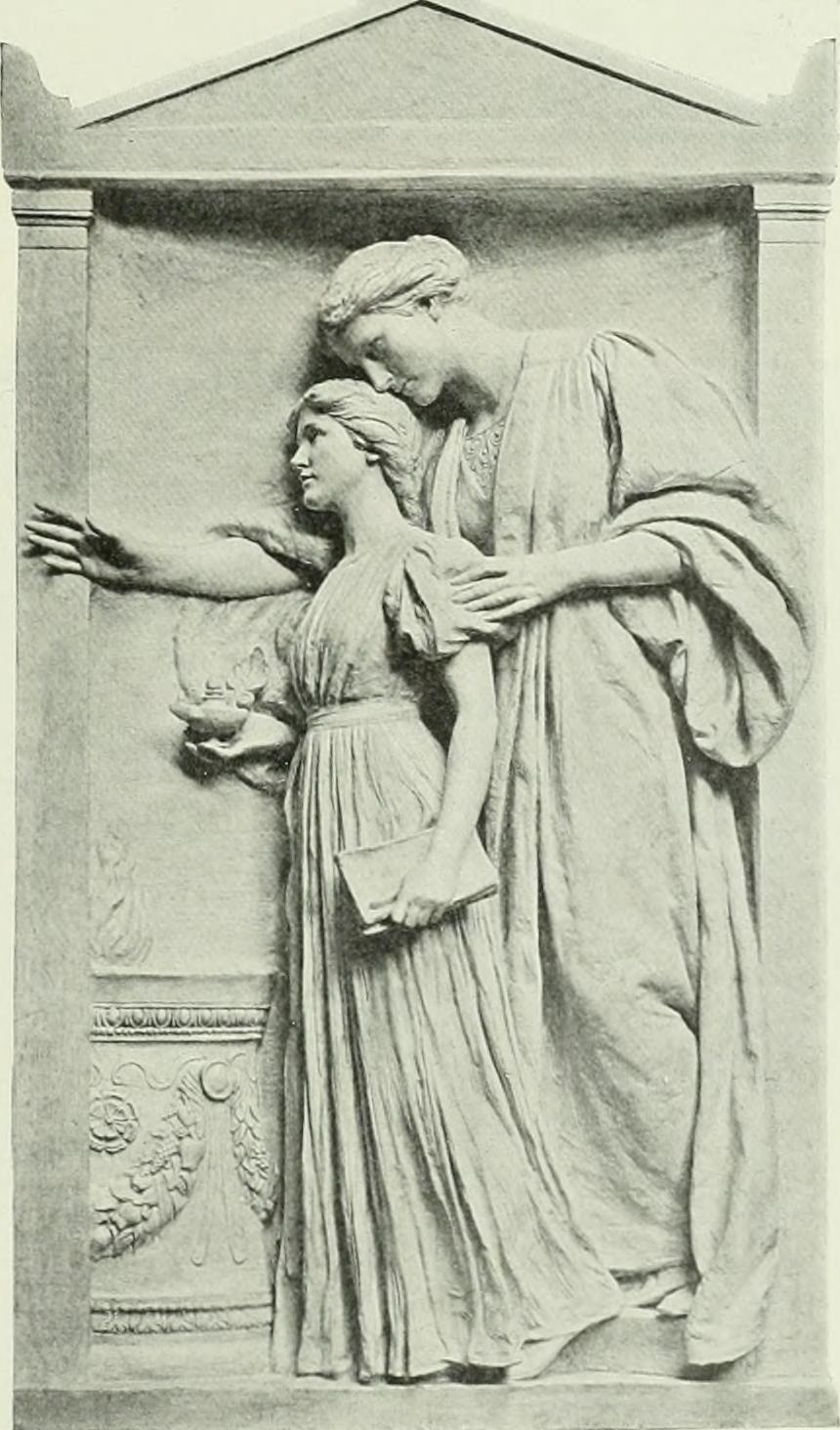
Daniel Chester French, Memoriale Alice Freeman Palmer, Cappella Houghton, Wellesley College

È stata una pioniera nel campo dell'istruzione universitaria femminile e dell'immaginario femminile di successo. Figura di spicco a livello nazionale, si presentava come una nuova donna e, soprattutto a Boston, era considerata una “donna accademica di successo, rispettabile, finanziariamente indipendente e dedita alla promozione dell'istruzione femminile”. È apparsa su riviste e notiziari ed è stata invitata a tenere discorsi pubblici. Dopo essersi ritirata dal Wellesley College, ha anche scritto articoli per importanti riviste.
(American Association of University Women)
Nel 1881 la Palmer fu tra le fondatrici dell'Association of Collegiate Alumnae, che in seguito divenne l'American Association of University Women. Ne fu presidente dal 1885 al 1887 e poi di nuovo dal 1889 al 1890.
Dal 1887 al 1889 tenne conferenze sull'istruzione superiore per le donne. Dopo aver lavorato all'Università di Chicago, continuò a tenere conferenze e a sostenere l'istruzione femminile. Fu nominata membro del Massachusetts Board of Education. Era amministratrice fiduciaria di molte organizzazioni e si impegnò per risolvere i problemi educativi. Si dimise da amministratrice fiduciaria di un college quando venne a sapere che a una giovane donna era stata rifiutata l'ammissione perché di colore. La scuola modificò la sua politica poco dopo le sue dimissioni. Nel 1893 contribuì all'organizzazione del Woman's Building per la Fiera Colombiana di Chicago.
Nel 1895 conseguì un dottorato honoris causa in giurisprudenza presso l'Union College e l'Università del Wisconsin.
È stata membro del Massachusetts State Board of Education dal 1889 al 1902. Dal 1891 al 1901 è stata presidente della Woman's Education Association di Boston. È stata segretaria generale dell'Association of Collegiate Alumnae, uno dei principali dirigenti dell'Association for Promoting Scientific Research by Women e presidente dell'International Institute for Girls in Spagna.

### L'Università di Chicago
Nel 1892 la Palmer accettò l'offerta del presidente della nuova Università di Chicago in qualità di preside non residente del dipartimento femminile  o dei college e delle scuole di specializzazione. Anche a suo marito era stato offerto un incarico, ma aveva deciso di rimanere a Cambridge.
Il suo incarico prevedeva la presenza sul posto per un terzo dell'anno accademico. L'obiettivo del suo mandato era aiutare le studentesse a pianificare la loro carriera accademica e creare un rapporto sociale tra l'università e le sue studentesse. Durante il suo mandato come preside del dipartimento femminile, raddoppiò la percentuale di studentesse nella scuola dal 24% al 48%, il che provocò una reazione negativa da parte dei membri del corpo docente, prevalentemente uomini. Scoraggiata dalla reazione del corpo docente e del personale, si dimise nel 1895.

## Vita privata

Anne Whitney, Rilievo di George H. Palmer, 1896, Museo Davis, Wellesley College

All'Università del Michigan e all'inizio della sua carriera ebbe diversi corteggiatori, ma rimandò il matrimonio fino a quando non si fu creata una carriera con un reddito adeguato. La Palmer era anche considerata l'incarnazione della Nuova Donna, quindi alcune persone erano contente che rimanesse una donna indipendente e non sposata. Durante il periodo trascorso al Wellesley conobbe il suo futuro marito, George Herbert Palmer, che insegnava all'Università Harvard. Si fidanzò con George e nel giugno 1887 si dimise dalla sua posizione al Wellesley College, in parte anche a causa della sua salute cagionevole. Aveva i primi sintomi della tubercolosi ed era esausta. Anche il suo nuovo marito riteneva che avesse già fatto passi da gigante per migliorare l'università. Alice si prese una pausa per riprendersi.
Alice e George si sposarono il 23 dicembre 1887 e lei iniziò a tenere discorsi pubblici sull'istruzione superiore pubblica delle donne. Ebbero un “matrimonio di cameratismo”. Entrambi perseguirono le loro carriere individuali e George contribuì alla gestione della famiglia, in particolare quando lei era all'Università dell'Illinois durante il suo incarico in quella sede.
Durante le estati trascorse nella casa del marito a Boxford, nel Massachusetts, si esercitava nella fotografia, si esprimeva attraverso la scrittura, cuciva e osservava gli uccelli. Durante tre dei loro anni sabbatici, i coniugi Palmer fecero lunghi viaggi in Europa, soggiornando nelle loro città preferite e viaggiando in bicicletta attraverso la campagna. Alice scrisse molte bellissime poesie, alcune delle quali sono contenute in Life of Alice Freeman Palmer e A Marriage Cycle. Nel 1901 scrisse l'inno How sweet and silent is the place (Santa Comunione).
Nel dicembre 1902, mentre i Palmer erano a Parigi per un anno sabbatico, lei lamentò dei dolori che richiedevano un intervento chirurgico per rimuovere un'ostruzione intestinale.

## Morte
Durante la convalescenza dopo l'intervento chirurgico, Alice Palmer morì di infarto. La sua vita fu commemorata in una funzione presso l'Università Harvard nel 1903, alla quale parteciparono i presidenti del college che aveva conosciuto e altri personaggi illustri del mondo accademico.
Il suo vedovo, George, conservò le sue ceneri fino al 1909, quando lo scultore Daniel Chester French eresse un monumento nella cappella Houghton del Wellesley College. Su sua richiesta le ceneri di George furono sepolte accanto a quelle della moglie nel 1933.

## Onorificenze postume

Corpo studentesco dell'Istituto Alice Freeman Palmer nel 1905, fondato da Charlotte Hawkins Brown nel 1902 e intitolato alla memoria della Palmer

Edificio Alice Palmer, Istituto Palmer Memorial, costruito nel 1922

L'Alice Freeman Palmer Institute, comunemente chiamato Palmer Memorial Institute, fu fondato a Sedalia, Carolina del Nord, nel 1902 per studenti afroamericani da Charlotte Hawkins Brown, che era stata finanziata per la sua istruzione e guidata dalla Palmer. La Brown vide la Palmer poco prima della sua morte, mentre era impegnata nella raccolta fondi per la scuola. La scuola fu intitolata alla Palmer dopo la sua morte, avvenuta nel dicembre dello stesso anno. Nel 1922, la scuola costruì l'edificio Alice Freeman, che ospitava un auditorium, una biblioteca, aule e uffici. Aveva anche una collezione di riproduzioni di capolavori d'arte, la prima scuola nota nel Sud ad averlo fatto per gli afroamericani. Nel 1971 fu distrutta da un incendio.
Nel 1908 fu creata la prima dotazione dell'AAUW in memoria della Palmer per aiutare le donne a frequentare l'università, condurre ricerche e scrivere tesi di laurea.
Nel 1920 Alice Freeman Palmer fu eletta nella Hall of Fame for Great Americans.
Nel 1921 il Whittier College intitolò a lei una nuova società letteraria femminile. La missione del college era quella di creare una società letteraria femminile, con la speranza di riportare tali gruppi al Whittier College dopo che erano scomparsi all'inizio della prima guerra mondiale. Jessamynn West e le sue amiche del Fullerton Junior College si sarebbero impegnate a fondo per dare il nome di Alice Freeman Palmer al gruppo, vista la sua reputazione di strenua sostenitrice dell'istruzione superiore per le donne durante la fine del XIX secolo. Nei primi anni la Palmer Society era una società intercolllegiale che leggeva e rappresentava opere teatrali con la scuola rivale Occidental College. Oggi l'obiettivo della Palmer Society è ancora quello di “raggiungere i più alti ideali della femminilità americana”.
Durante la seconda guerra mondiale, gli Stati Uniti ribattezzarono una nave da trasporto Classe Liberty, la SS Alice F. Palmer, chiamata così in suo onore.

## Altre fonti
- (EN) Britannica, Palmer, Alice Elvira Freeman, in Britannica Biographies, January 2008.
- (EN) Kenschaft, Lori J., Reinventing Marriage: The Love and Work of Alice Freeman Palmer and George Herbert Palmer, University of Illinois Press, 2005, ISBN 978-0-252-03000-0.
- (EN) George Herbert Palmer e Palmer, Alice Freeman, An Academic Courtship: Letters of Alice Freeman and George Herbert Palmer, 1886–1887, Harvard University Press, 1940.
- (EN) Palmer, George Herbert, The Life of Alice Freeman Palmer, Boston: Houghton, Mifflin and Co.; Cambridge: Riverside Press, 1908.
- (EN) Freeman George Herbert Palmer e Palmer, Alice Freeman, The Teacher: Essays and Addresses on Education, Boston, Houghton Mifflin, 1908.
- (EN) Schwartz, R., Palmer, Alice Elvira Freeman, su American National Biography Online, febbraio 2000.